# Гарперс меґезін
«Гарперс меґезін» — американський щомісячний журнал про літературу, політику, культуру, економіку та мистецтво. Видається з 1850 року і є другим найстарішим журналом США після Scientific American. Загальний тираж становить 220 тисяч примірників, нинішнім головним редактором залишається Еллен Розенбуш, яка в січні 2010 року змінила на цій посаді Роджера Годжа. «Harper's Magazine» неодноразово нагороджувався різними преміями.

## Історія
Історія журналу розпочалася в червні 1850 року, коли Видавничий дім «Harper», відомий також журналом мод Harper's Bazaar, оголосив, що розпочинає роботу Harper's New Monthly Magazine. Пізніше, проте, власником стала компанія HarperCollins [Архівовано 26 квітня 2016 у Wayback Machine.]. Перший тираж склав 7500 примірників, і всі вони розійшлися практично миттєво — вже через пів року щомісяця друкувалося 50 тисяч випусків.
По суті перші випуски просто дублювали матеріал, раніше опублікований в Англії, але незабаром в штаті журналу стали з'являтися місцеві талановиті художники та письменники, стали друкуватися оригінальні статті про політику, здебільшого з ліберальним ухилом, оповідання, романи і есе.
1962 року власники журналу поглинули компанію Row, Peterson & Company [Архівовано 14 серпня 2017 у Wayback Machine.] і стали називатися Harper & Row [Архівовано 12 серпня 2016 у Wayback Machine.], через три роки ними було розпочато програму щодо істотного розширення, приєдналося відділення в Міннеаполісі, яким керувала контора Cowles Media Company. В 1970 році була опублікована скандальна стаття Сеймура Херша про масове вбивство в Сонгмі, скоєне американськими солдатами під час В'єтнамської війни. Важливу роль в історії журналу зіграв Льюїс Лафам, який обіймав посаду головного редактора впродовж 1976—1981 і 1983—2006 років, під його керівництвом друкувалися твори багатьох відомих письменників, таких, наприклад, як Джон Апдайк і Джордж Сандорс.
З квітня 2006 року на офіційному сайті журналу ведеться цікавий блог, у якому репортер Кен Сільверштейн розповідає про корупцію в американській владі.

## Відомі співробітники
- Джон Апдайк
- Овен Вістер
- Курт Воннеґут
- Горас Ґрілі
- Генрі Джеймс
- Теодор Драйзер
- Джек Лондон
- Герман Мелвілл
- Джойс Керол Оутс
- Сильвія Плат
- Фредерік Ремінгтон
- Дж. Д. Селінджер
- Джон Стейнбек
- Марк Твен
- Сара Тісдейл
- Роберт Фрост
- Ноам Чомскі